# كولين سميث (لاعب كرة قدم)
كولين سميث (بالإنجليزية: Collin Smith)‏ هو لاعب كرة قدم أمريكي، ولد في 4 ديسمبر 2003 في جاكسونفيل في الولايات المتحدة.